# Ясский технический университет имени Герге Асаки

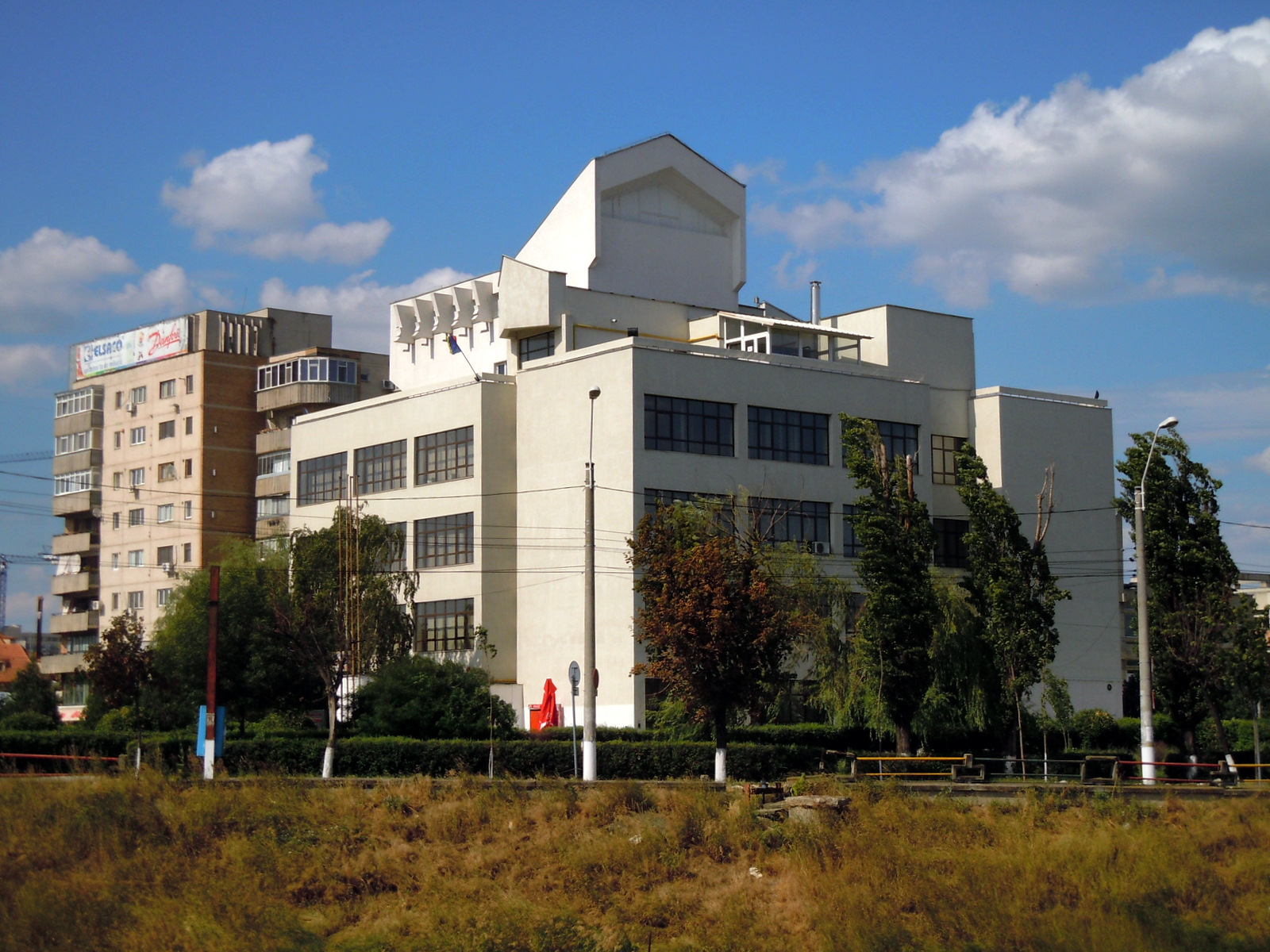
Факультет гражданского строительства Университета

Ясский технический университет им. Георге Асаки (рум. Universitatea Tehnică Gheorghe Asachi din Iași) — государственное высшее учебное заведение, расположенное в Яссах, Румыния. Один из старейших румынских технических вузов.

## История
В 1813 году ученый Георге Асаки создал первый центр технического образования в Румынии — класс инженеров-землеустроителей, на основе которого позже была создана Господарская академия (1835) и Ясский университет (1860).
В ноябре 1912 года здесь был создан факультет наук, на котором изучались электротехнические, прикладные химические и сельскохозяйственные науки.
Законы Румынии об образования 1932, 1937 и 1938 годов поощряли как эволюцию науки в стране, так и развитие учебных заведений, в частности, Ясского университета на создание факультетов медицины и фармацевтики, науки, права, философии и филологии, а также сельского хозяйства. В 1933 году, подразделениe сельскохозяйственного образования, входящее в департамент прикладных наук, превратилась в факультет сельскохозяйственных наук. Остальные две ветви отделения (школa электротехники и подразделениe технологической химии) были реорганизованы в 1937 году, порождая политехнический институт (Яссы), к которому годом позже был присоединен и факультет сельскохозяйственных наук.
В 1948 году название было изменено на Политехнический институт «Георге Асаки» в Яссах, а с 17 мая 1993 года он стал — Техническим университетом им. Георге Асаки в Яссах.

## Структура
В настоящее время Технический университет в Яссах имеет 11 факультетов и 3 отделения:
- Факультет архитектуры им. Кантаку́зина
- Факультет автоматики и вычислительной техники
- Факультет химической технологии и охраны окружающей среды
- Факультет гражданского строительства и строительных услуг
- Факультет электротехники
- Факультет технологии электроники, телекоммуникаций и информационных технологий
- Факультет гидротехнической инженерии, геодезии и инженерной экологии
- Факультет производства машин и промышленного управления
- Факультет материаловедения и инженерии
- Механико-машиностроительный факультет
- Факультет текстиля, кожи и промышленного управления
- Центр непрерывного образования и обучения
- Региональный центр по подготовке кадров для государственного и частного бизнес-администрирования
- Департамент образования и подготовки учителей